# 음악이 좋다 (대구)
문채희의 음악이 좋다는 TBN 대구교통방송(대구 FM 103.9MHz, 김천 FM 95.9MHz)에서 주말 오후 4시부터 오후 5시 52분까지 방송했던 라디오 음악 프로그램이다. 2021년 4월 11일 자로 22년만에 폐지되었다.

## 코너소개

### 토요일
- 아빠의 일기 : 어느날 다락방에서 발견한 아빠의 국민학교 일기장! 아빠의 일기를 딸의 시각으로 살펴보는 그 시절 그 이야기 (원고)
- 뻔(FUN)뻔(FUN)한 이 노래 : 뻔한 가사는 저리 가라. 재미있는 노랫말로 우리를 웃겼던 남다른 노래를 찾아 그 노래에 담긴 시대상까지 엿본다 (원고)
- 소리골 음악여행 : 트윈폴리오부터 해바라기까지 우리 포크가요사의 숨겨진 이야기들과 희귀곡들, 그것을 정말 알고 싶다 (전화 : 김형찬 대중음악저술가)
- 청취자 문자참여 코너 ‘라떼는 말이야’ : 왕년에 줄넘기 3만번씩 하셨다고요? 42.195km를 백스텝으로 완주하셨다고요? 국내 유일의 라떼 문자함! 왕년의 여러분 이야기 날려주세요!

### 일요일
- 아빠의 일기 : 어느날 다락방에서 발견한 아빠의 국민학교 일기장! 아빠의 일기를 딸의 시각으로 살펴보는 그 시절 그 이야기 (원고)
- 물건너온 우리가요 : 삼천리 방방곡곡에 울려퍼졌던 우리 가요가 알고 보니 외국번안곡이었다고? 그 진상을 파헤쳐본다 (원고)
- 숨은 가요 찾기 : 추억의 LP판 뒷면에 숨어 있던 보석같은 곡을 찾아서 (출연 : 김종철작가)
- 청취자 문자참여 코너 ‘라떼는 말이야’ : 왕년에 줄넘기 3만번씩 하셨다고요? 42.195km를 백스텝으로 완주하셨다고요? 국내 유일의 라떼 문자함! 왕년의 여러분 이야기 날려주세요!